# 421 av. J.-C.
Cette page concerne l'année 421 av. J.-C. du calendrier julien proleptique.

## Événements
- 13 mars[1] : Athènes et Sparte (Pleistoanax) signent la paix de Nicias, conclue pour cinquante ans et fondée sur le statu quo ante bellum ; mettant fin à la guerre de dix ans, la première phase de la guerre du Péloponnèse), elle marque une trêve dans cette dernière. Athènes récupère les cités de Thrace et Panacton et doit rendre, entre autres, Pylos et Cythère. Les prisonniers de guerre seront rendus, l’accès aux sanctuaires panhelléniques est libéré (indépendance de Delphes). Thèbes et Corinthe refusent de signer[2].
- Mars-avril: La Paix, comédie d'Aristophane obtient le deuxième prix aux Grandes Dionysies d'Athènes.
- Été : alliance entre Corinthe et Argos[2].
- Été et hiver : négociations entre Athènes et Sparte en vue d'assurer l'exécution des clauses du traité de paix[2].

- 22 novembre : début à Rome du consulat de Numerius Fabius Vibulanus et Titus Quinctius Capitolinus Barbatus[3].
- Hiver : négociations entre Argos et Thèbes[2].
- Dédoublement de la questure à Rome[3].
- Conquête de Cumes par les Samnites[4].